# Roberto Bracco
Roberto Bracco  (Nápoles, Italia; 10 de noviembre de 1861 - Sorrento, Italia; 20 de abril de 1943) fue un notable guionista, periodista, escritor y dramaturgo italiano de larga trayectoria.

## Carrera
Fue considerado como uno de los escritores teatrales más destacados del siglo XX. Algunas de sus creaciones fueron representadas en el extranjero.
Profundamente endeudado con el drama de Henrik Ibsen, Bracco trató de llevar el teatro italiano a la conciencia más profunda de la crisis en la cultura europea, lo que a su juicio fue ignorado por la popular sala de comedia de la época. Su primera obra data de 1887, particularmente analizó el dilema del rol de la mujer en la sociedad moderna, que están dentro de un sistema social que requieren sus aspiraciones o talento. Así presentó obras como Tragedie dell'anima (1899), Sperduti nel buio (1901), La piccola fonte (1905) e I fantasmi (1906), anticipándose a la dirección de muchos dramas modernos. Fue un gran admirador del músico Richard Wagner.
Su producción teatral, de corte realista y en la que revela un gran dominio de la arquitectura escénica, comenzó con algunas piezas en un acto de tono romántico y evolucionó hacia un estilo que preconiza el "teatro del silencio".
Fue el primer italiano en examinar el inconsciente, mucho antes que las ideas de Sigmund Freud salieran a la luz. La obra trataba de un sacerdote de la aldea llamado Don Florencio y su ambivalente afecto por una joven de nombre Annita. Otra de sus obras más populares fue Lui, Lei, Lui donde expone profundamente el tema del adulterio en el personaje central de Clotilde, siendo presentada en infinidades de series tragicómicas. Las actrices Eleonora Duse y Emma Gramatica encarnaron sus personajes femeninos.
La carrera de Bracco en el teatro se vio truncada por la era política que sucumbía su país, el fascismo, vigoroso opositor de ese sistema político de Benito Mussolini, sufrió persecuciones y boicots en sus presentaciones. Por su condición de antifascista llegó a ser encarcelado 17 veces. Si bien era considerado como una de los mayores exponentes del momento en Italia junto con Marco Praga, Giovanni Verga y Giuseppe Giacosa, sus creaciones teatrales fueron descayendo pasando el año 1922.

## Obra
- Non fare ad altri (1887)
- Una donna (1892)
- Maschere (1893)
- Tragedie dell' anima (1899)
- Il diritto dell amor (El perfecto amor) (1900)
- Sperduti nel buio (1901)
- Le Triomphe (1903)
- La piccola fonte (1905)
- I fantasmi (1906)
- Lo spiritismo a Napoli nel 1886 (1907)
- En el mundo de las mujeres (1906)
- Smorfie gaie (1909)
- Smorfie tristi (1909)
- II piccolo santo (El santo) (1910)
- Ouida(1911)
- Diritto di vivere (1911)
- Tra i due sessi. Fioretti d'esperienza (1921)
- Infiel (1922), comedia en 3 actos, presentada en el Teatro Maipo, por la Compañía Carlos Morganti - Eliseo Gutiérrez.[2]
- Noche de nieve (1922)
- Don Pedro Caruso (1924)
- Gli specchi piani, concavi, convessi (1926)
- Ll'uocchie cunzacrate (1931)